# Ogygos (König von Böotien)
Ogygos (altgriechisch Ὤγυγος Ṓgygos, auch Ὠγύγης Ōgýgēs; lateinisch auch  Ogygis, Ogygius oder Ogygus) ist in der griechischen Mythologie König von Böotien und Attika.
In Böotien ereignete sich zu seiner Zeit eine große Überschwemmung, die nach ihm als die Ogygische Überschwemmung benannt wurde.

## Mythologie

### Herrschaft
Ogyges ist als König der Ektenen bekannt, die nach Pausanias die ersten Bewohner Böotiens waren, wo später die Stadt Theben (Böotien) gegründet wurde. Er war der erste Herrscher von Theben, das in dieser frühen Zeit nach ihm „Ogygia“ (Ὠγυγία) genannt wurde. Später bezeichneten Dichter die Thebaner als „Ogygidae“ (Ὠγυγίδαι).
In einer anderen Version wird die böotische Tradition mit der eines anderen Teils Griechenlands kombiniert: Ogyges war König der Ektenen, die als erstes Volk Böotien besetzten, aber er und sein Volk besiedelten später das Gebiet, das damals als „Acte“ bekannt war. Das Land wurde ihm zu Ehren später „Ogygia“ genannt, später jedoch als Berg Athos bekannt. Sextus Iulius Africanus, der nach 221 n. Chr. schrieb, fügt hinzu, dass Ogyges Eleusis gründete. In einem Bericht hieß sein Vorgänger Kalydnos, Sohn von Uranos. Laut Africanus lebte Ogygus zur Zeit des Exodus des Hauses Israel aus Ägypten.
Ogyges ist möglicherweise der Namensgeber für die Phantominsel Ogygia, die in Homers Odyssee erwähnt wird. Eine andere Möglichkeit für die Insel ist der Niobid namens Ogygia.
Der Historiker Josephus erwähnt Ogyges als den Namen der Eiche, bei der der hebräische Patriarch Abraham wohnte, als er in der Nähe von Hebron lebte.

### Die Sintflut von Ogyges
Die erste weltweite Flut in der griechischen Mythologie, die „Ogygische Sintflut“, ereignete sich während seiner Herrschaft und leitet ihren Namen von ihm ab, obwohl einige Quellen sie als lokale Flut betrachten, wie zum Beispiel eine Überschwemmung des Kopaïs-Sees, eines großen Sees im Zentrum von Böotien. Andere Quellen sehen es als Flut im Zusammenhang mit Attika. Geht man von einer globalen Sintflut aus, ließe sich eine Ähnlichkeit mit Noahs Sintflut in der Bibel feststellen. Ogyges überlebte die Sintflut, viele Menschen kamen jedoch ums Leben. Nach seinem Tod war das verwüstete Attika 189 Jahre lang ohne Könige, bis zur Zeit des Kekrops.
Es scheint, dass die Flut des Deukalion der griechischen Mythologie die griechische Version der älteren Legende ist. Deukalion und Pyrrha waren die einzigen Überlebenden nach der großen Sintflut. Ihr Sohn Hellen, der Herrscher von Phthia des südlichen Thessalien wurde, war der Patriarch der Hellenen.